# 下野寺村
下野寺村（しものでらむら）は、江戸時代から1889年（明治22年）3月31日まで福島県信夫郡に存在した村。明治22年4月1日、隣接する笹木野村、上野寺村及び八島田村と合併し、野田村の大字となった。
村域は、福島市の下野寺、野田町の一部であったが、1989年（平成元年）の区画整理により、下野寺地区は一部を残し、東中央、西中央、南中央、北中央になった。

## 歴史
- 古代より岩代国（現福島県）信夫郡内の「野寺村」であったがいつの頃からか上下に分村し、以来泉福寺のある下（東）の方を下野寺村と、大林寺のある上（西）の方を上野寺村と称すに至る。
- 戦国時代、伊達晴宗より関帯刀に宛てた書状に、「下野寺鶴島在家一件安堵」旨の記載あり。
- 万治元年、笹木野村が分村。
- 幕領のまま明治を迎える。
- 明治22年4月1日、合併により野田村となり消滅。
- 昭和32年、野田村の一部（大字下野寺、大字八島田）が福島市に分村合併し、福島市野田町となる。

## 主な小字
- 薬師堂
- 猫内（現在一部が西中央）
- 鶴島（現在南中央）
- 鶴巻
- 大田
- 四斗蒔田（現在南中央）
- 醴
- 松ノ木田